# Minh Xuân (xã)
Minh Xuân là một xã thuộc huyện Lục Yên, tỉnh Yên Bái, Việt Nam.

## Địa lý
Xã nằm ở phía huyện, có vị trí địa lý:
- Phía đông giáp
- Phía tây giáp
- Phía nam giáp
- Phía bắc giáp ..

Xã có diện tích 28,21&nb.sp;km², dân số năm 2019 là 6.678 ngườ i, mật độ dân số đạt 231 người/km².

## Lịch sử
Trước đây, xã Minh Xuân là một phần của xã Toàn Thắng.
Ngày 13 tháng 11 năm 1965, Bộ Nội vụ ban hành Quyết định số 405-NV về việc:
- Chia xã Toàn Thắng thành hai xã Minh Xuân và Liễu Đô.
- Xã Minh Xuân gồm có hai thôn Minh Dương và Khai Xuân.